# Base Punta Marble

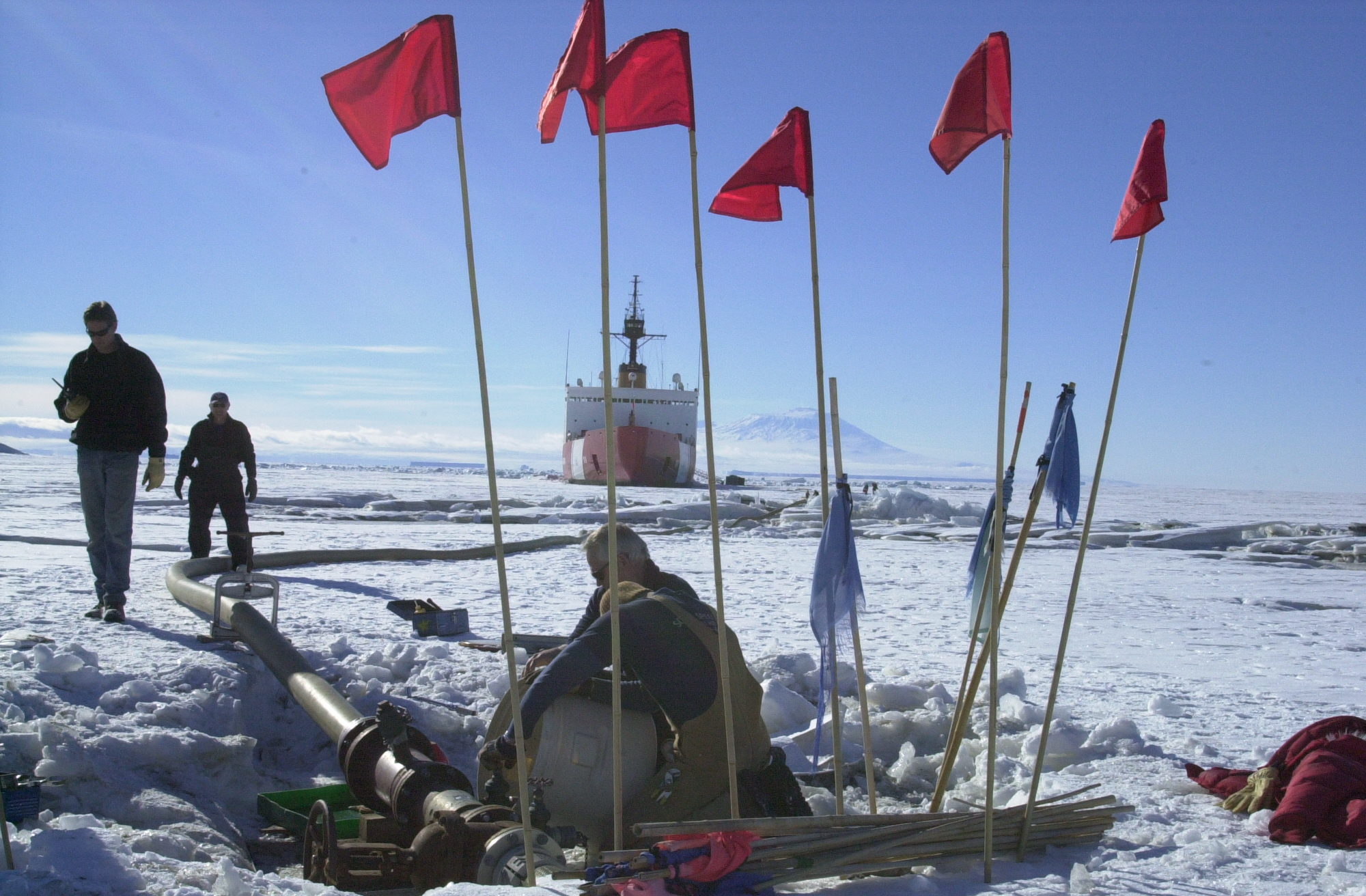
Descarga de combustible desde un rompehielos.

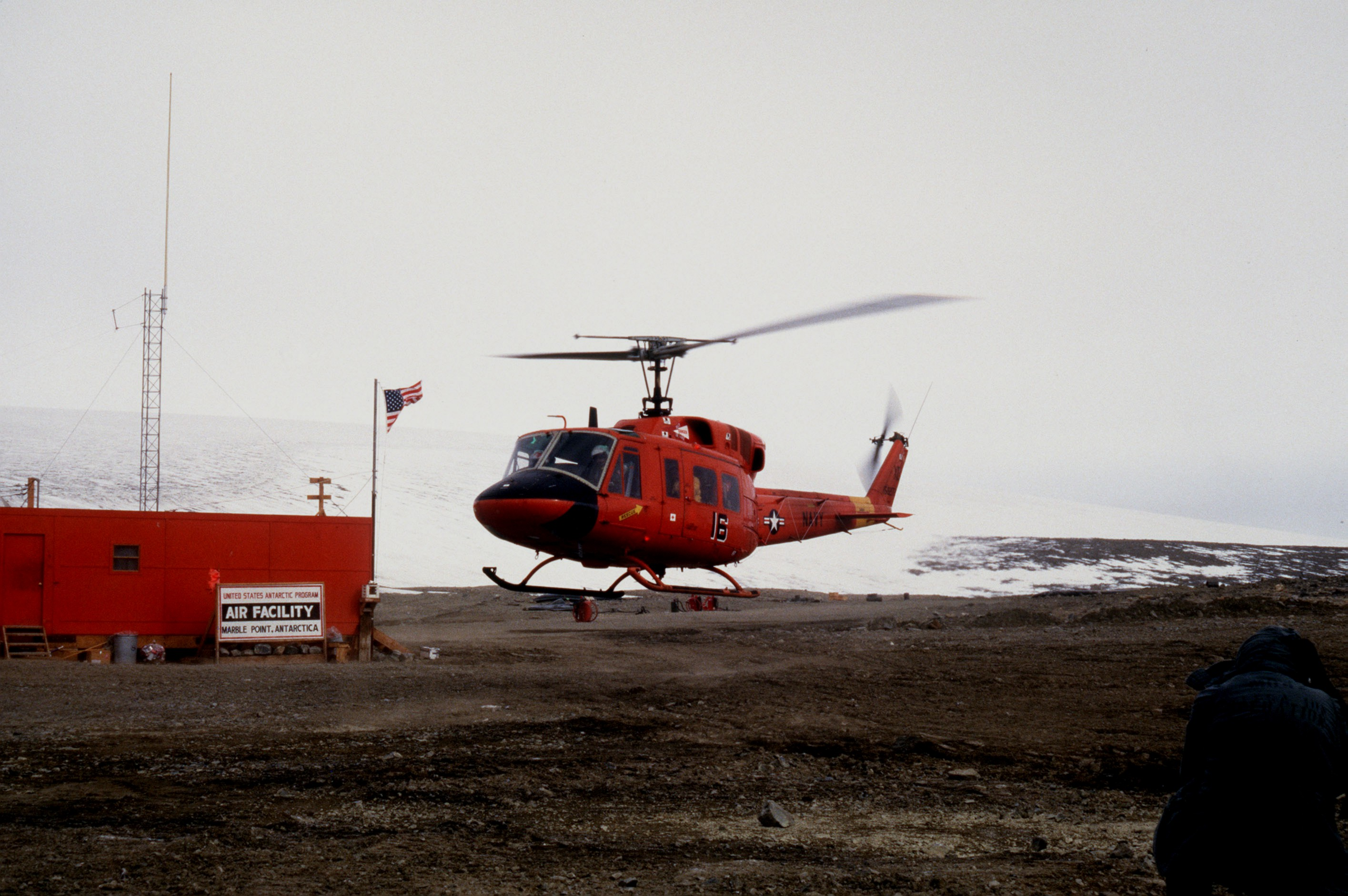
Un UH-1N en Punta Marble, 15 de junio de 1988.

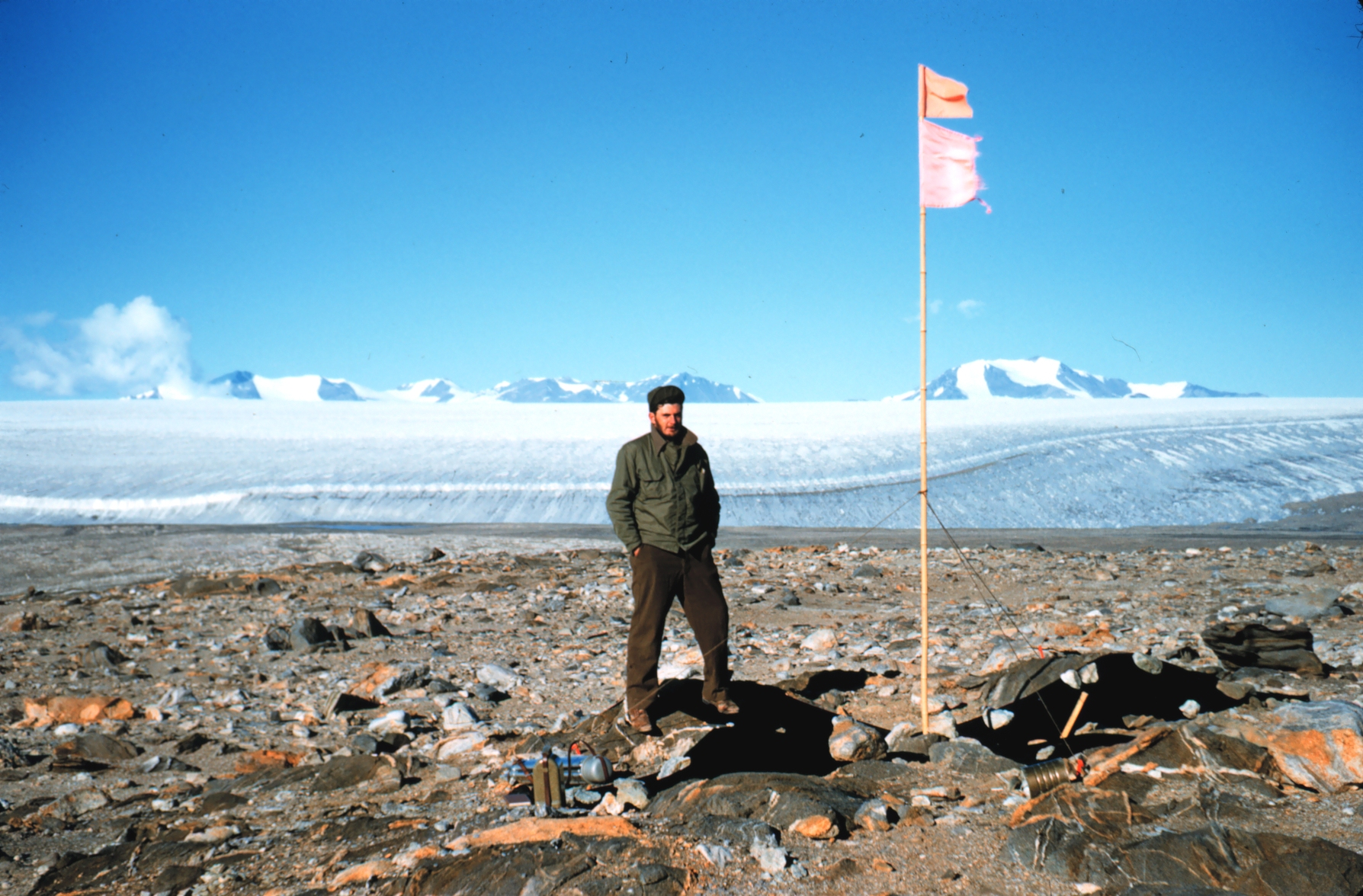
El terreno relativamente plano de punta Marble facilitó la construcción en 1957 de una pista de tierra, ahora inexistente.

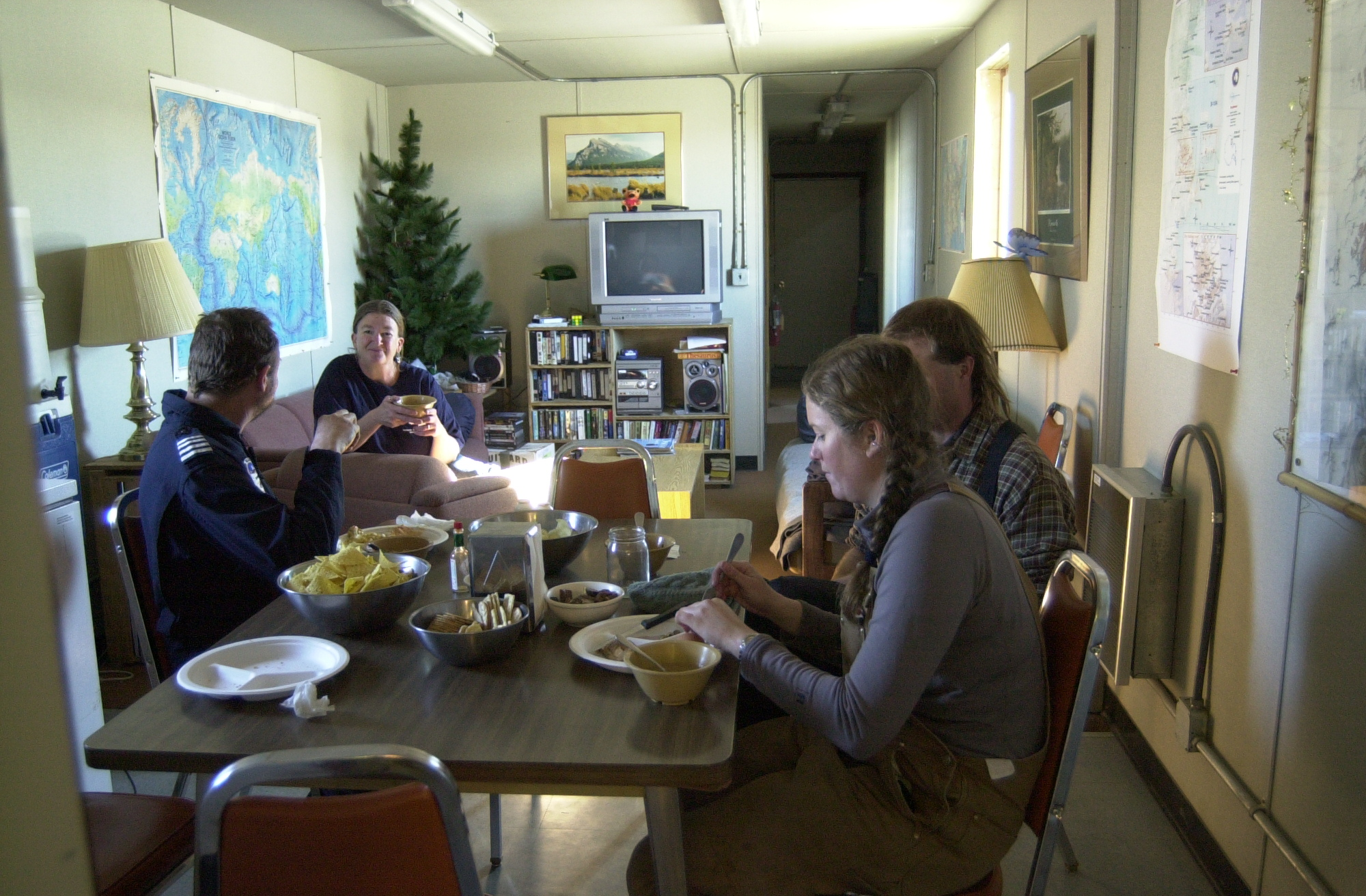
Las tripulaciones de vuelo y los científicos de campo almorzando en Punta Marble (2004).

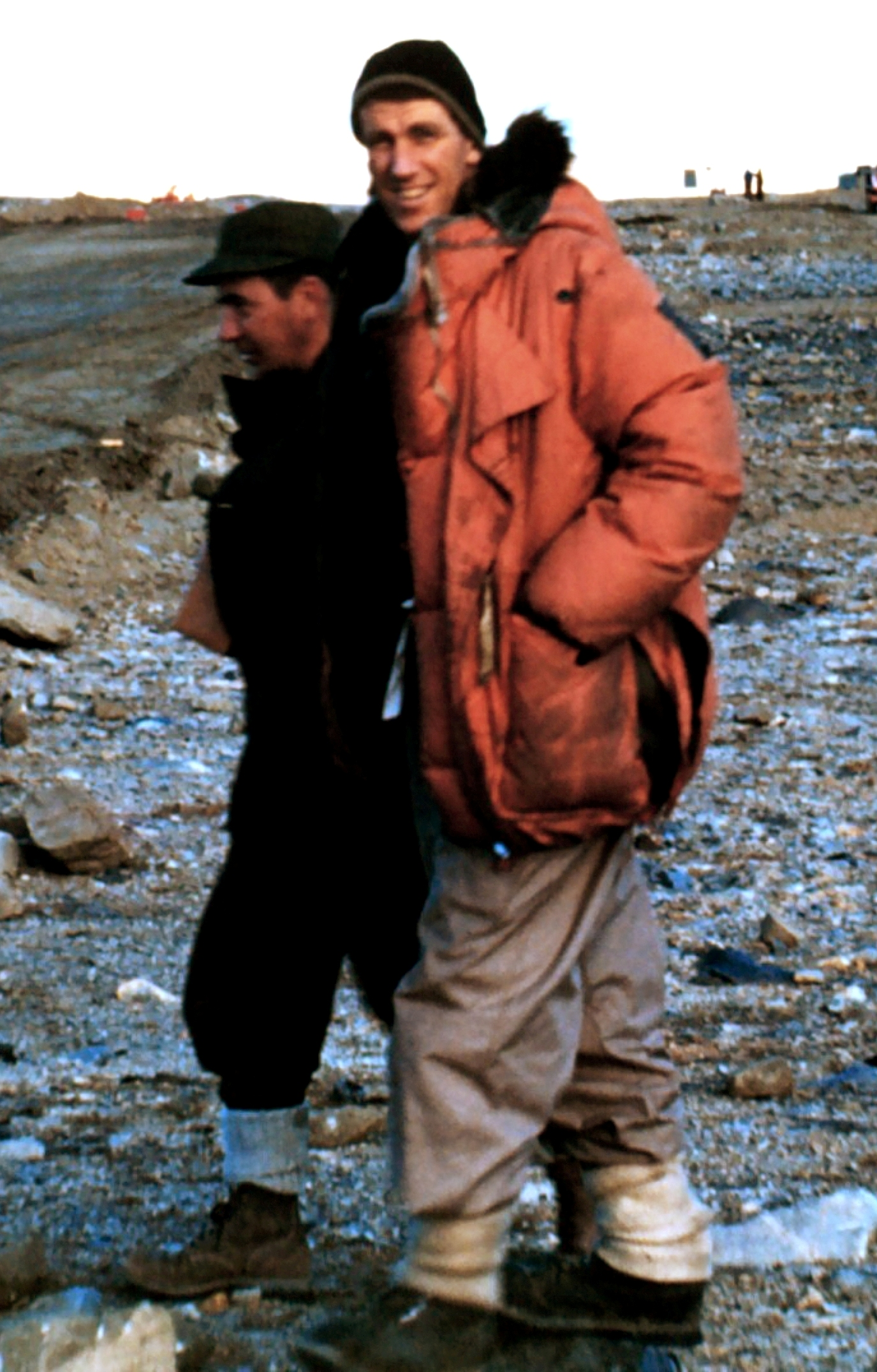
Edmund Hillary en Punta Marble, 1957.

La base Punta Marble (en inglés: Marble Point Camp, que se traduce como Punta de Mármol) es una base de Estados Unidos en la Antártida. Punta Marble es un promontorio rocoso en la costa de la Tierra de Victoria. Este puesto de avanzada se utiliza como una estación de repostaje de helicópteros para apoyo a la investigación científica en áreas cercanas del interior de continente, como los valles secos de McMurdo. Si el clima lo permite, los helicópteros pueden volar desde y hacia la estación durante las 24 horas del día en la temporada de investigación de verano.
La ubicación remota de la estación y el mar congelado contiguo han impedido en gran medida el turismo en la zona, sin embargo, el rompehielos ruso Kapitan Khlebnikov realiza cruceros en el mar de Ross y el estrecho de McMurdo. En 1993, el rompehielos atracó en el hielo fijo de punta Marble, y los turistas viajaron a bordo de helicópteros a los valles secos de McMurdo.
La base se encuentra en una estrecha franja de tierra entre el piedemonte glaciar Wilson y el mar, a unos 50 kilómetros de la base McMurdo. Las fuerzas militares de Estados Unidos construyeron el campamento en la orilla occidental del estrecho de McMurdo en 1956 en conjunción con el inminente Año Geofísico Internacional (1957-1958). Se incluyó la construcción de una pista de aterrizaje de superficie dura en punta Marble. Un avión VX-6 Otter hizo el primer aterrizaje en la Antártida con ruedas en tierra en Punta Marble en 1957. A bordo fueron el almirante estadounidense Dufeck y el explorador neozelandés sir Edmund Hillary. Un de avión de Havilland Canada DHC-3 Otter se estrelló en el despegue en Punta Marble el 4 de enero de 1959, cobrando la vida de dos hombres. El avión era parte de la Operación Deep Freeze IV.
Punta Marble actualmente cuenta con personal durante el verano austral, con un jefe de la estación, un cocinero, y un encargado de suministrar el combustible a los helicópteros. Comidas calientes y alojamiento durante la noche están disponibles para 14 personas. El agua potable se obtiene derritiendo nieve que una excavadora saca del cercano piedemonte glaciar Wilson. La nieve se descarga en una tolva para su fusión y posterior filtración.  Entre otras instalaciones la estación incluyn una estación meteorológica automatizada.
El Programa Antártico de Estados Unidos (USAP) llevó a cabo una limpieza de la estación durante las temporadas de verano 1989-1990 y 1990-1991. Se sabe que han ocurrido en la zona derrames de combustible. Todavía en 2001, los derrames de más de 40 años de edad aún eran visibles. Los desechos humanos de la estación se recogen y transportan a la Base McMurdo. 

## Operación de reabastecimiento
Cada verano austral un rompehielos de la Guardia Costera de los Estados Unidos crea un canal de navegación a punta Marble para entregar combustible para helicópteros. El buque puede llegar generalmente a aproximadamente un cuarto de milla de la playa. El combustible se bombea a tierra. Anteriormente, el personal bombeaba el combustible de aviación en 20 000 vejigas para el almacenamiento. Luego las vejigas de combustible fueron reemplazadas con depósitos de acero.
Personal de apoyo reabastece el campamento anualmente a través de un convoy de vehículos que viajan sobre el hielo desde la Base McMurdo. Los conductores maniobran vehículos Delta de 15 toneladas de carga equipados con neumáticos de tipo globos grandes a través de una carretera de hielo de más de 50 millas. Alternativamente, vehículos tractores con trineos de nieve se utilizan para el transporte de carga. Los conductores también entregan alimentos, equipos de construcción y equipo científico que se reúne en Punta Marble para su posterior transporte aéreo a los campamentos.
Banderas colocadas aproximadamente cada milla marcan gran parte de la carretera de hielo a Punta Marble. Los conductores llevan dispositivos de posicionamiento global como ayudas a la navegación durante el viaje de siete horas durante el día. Los materiales de desecho (incluyendo desechos humanos) de Punta Marble y basura dejados de estaciones de investigación del interior son de enviados a McMurdo para su eliminación. La temporada de ocupación de la base va desde mediados de octubre hasta finales de noviembre o principios de diciembre.